# Ford Madox Ford
Ford Madox Ford (született: Joseph Leopold Ford Hermann Madox Hueffer); 1873. december 17. – 1939. június 26.) angol regényíró, költő, kritikus és szerkesztő, akinek The English Review és The Transatlantic Review folyóiratai a 20. század eleji angol és amerikai irodalom fejlődésében jelentős szerepet játszottak.
Ford manapság elsősorban a The Good Soldier (1915), a Parade's End tetralógia (1924–1928) és a The Fifth Queen trilógia (1906–1908) című regényei révén ismert. A The Good Soldier (A jó katona) szerepel a Modern Library 100 legjobb regénye, a The Observer "Minden idők 100 legnagyobb regénye" és a The Guardian "1000 regénye, amelyet mindenkinek el kell olvasnia" listáin.

## Fiatalkora
Ford a londoni Wimbledonban, a Merton plébánián született Catherine Madox Brown és Francis Hueffer legidősebb gyermekeként, a három gyermek közül; testvére Oliver Madox Hueffer, nővére Juliet Hueffer, David Soskice felesége és Frank Soskice anyja. Ford apja, aki a The Times zenekritikusa lett, német, anyja pedig angol volt. Apai nagyapja, Johann Hermann Hüffer volt az első, aki Annette von Droste-Hülshoff vesztfáliai költőt és írót publikálta. Nevét anyai nagyapjáról, a preraffaelita festőről, Ford Madox Brownról kapta, akinek életrajzát végül megírta. Édesanyja féltestvére Lucy Madox Brown volt, William Michael Rossetti felesége és Olivia Rossetti Agresti anyja.
1889-ben, apjuk halála után Ford és Oliver nagyapjukhoz költözött Londonba. Ford a londoni University College Schoolba járt, de soha nem tanult egyetemen. 1892 novemberében, 18 évesen katolikussá vált, „nagyrészt néhány Hueffer-rokon biztatására, de részben (bevallotta) angol unokatestvérei 'harcos ateizmusa és anarchizmusa' miatt".

## Magánélete
1894-ben Ford megszökött iskolai barátnőjével, Elsie Martindale-lel. A pár Gloucesterben házasodott össze, és Bonningtonba költözött. 1901-ben Winchelsea-be költöztek. Két lányuk született, Christina (1897) és Katharine (1900). A Ford Winchelsea-i szomszédai között volt Joseph Conrad, Stephen Crane, W. H. Hudson, Henry James a közeli Rye-ben és H. G. Wells.
1904-ben Ford agorafóbiás összeomlást szenvedett pénzügyi és házassági problémák miatt. Németországba ment, hogy ott töltse idejét családjával és kezeléseken vegyen részt.
1909-ben elhagyta feleségét, és Isobel Violet Hunt angol írónőhöz költözött, akivel együtt kiadta a The English Review című irodalmi folyóiratot. Ford felesége megtagadta a válást, ő pedig megpróbált német állampolgárságot szerezni, hogy Németországban váljon el. Ez sikertelen lett. Egy képeslapban megjelent írásban Violet Hunt "Mrs. Ford Madox Hueffer"-ként való hivatkozása eredményeként 1913-ban Mrs. Ford sikeres rágalmazási pert indított. Ford kapcsolata Hunttal nem élte túl az első világháborút.
A Ford a Ford Madox Hueffer nevet használta, de az első világháború után 1919-ben Ford Madox Fordra változtatta, részben azért, hogy eleget tegyen egy kis hagyaték feltételeinek, részben "mert a teuton név manapság nem tetszetős". esetleg azért, hogy elkerülje Elsie további pereit abban az esetben, ha új társát, Stellát "Huefferné"-ként emlegetnék.
1918 és 1927 között Stella Bowennel, egy nála 20 évvel fiatalabb ausztrál művésszel élt együtt. 1920-ban Fordnak és Bowennek egy lánya született, Julia Madox Ford.
1927 nyarán a The New York Times arról számolt be, hogy Ford a franciaországi Avignonban egy malomépületet otthonává és műhellyé alakított át, amelyet "Le Vieux Moulin"-nak nevezett. A cikk arra utalt, hogy Ford ezen a ponton találkozott újra feleségével.
Az 1930-as évek elején Ford kapcsolatot épített ki Janice Biala lengyel származású New York-i művésznővel, aki Ford több későbbi könyvét illusztrálta. Ez a kapcsolat az 1930-as évek végéig tartott.
Ford élete utolsó éveit az Olivet College-ban töltötte, a michigani Olivetben tanított. 1939 júniusában a franciaországi Honfleurben megbetegedett, majd nem sokkal később Deauville-ben, 65 évesen halt meg.

## Irodalmi élete

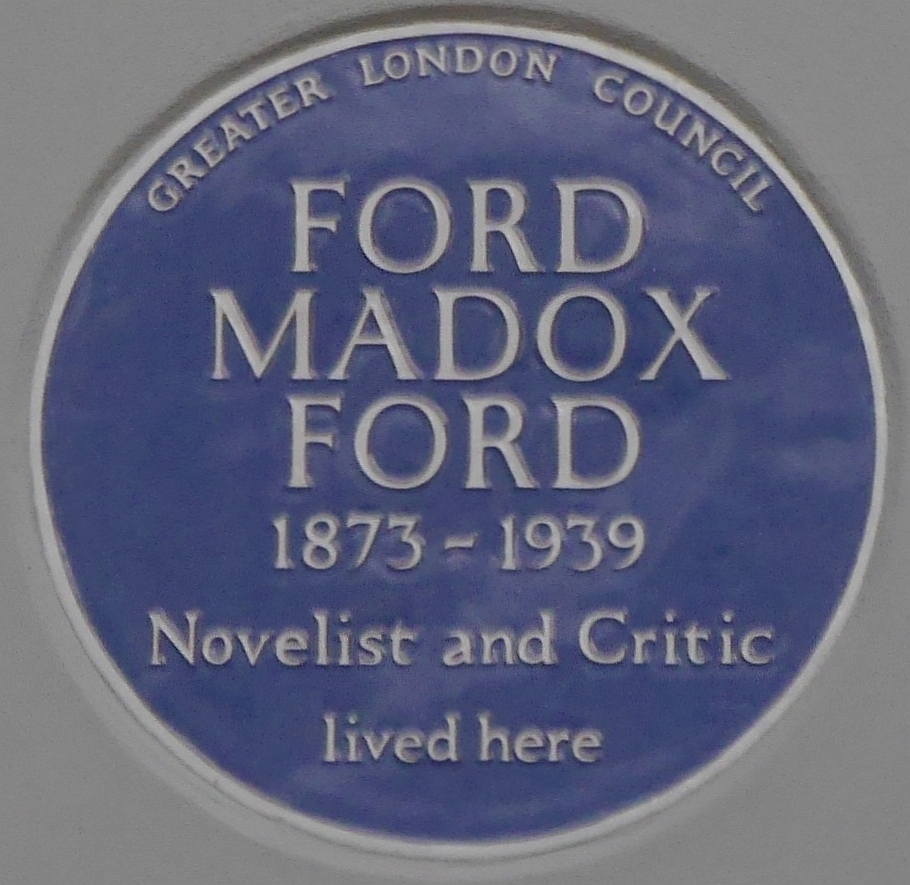
Kék plakett, 80 Campden Hill Road, Kensington, London

Ford egyik leghíresebb műve a The Good Soldier (1915) című regény. Közvetlenül az első világháború előtt játszódó történet két „tökéletes pár” – egy brit és egy amerikai – tragikus külhoni életét mutatja be, bonyolult visszaemlékezések (flashback) révén. A „Dedicatory Letter to Stella Ford” című szövegben, amely a regény előszavában szerepel, számol be Ford, hogy egy barátja a The Good Soldier-t „a legjobb angol nyelvű francia regénynek” nevezte! Ford kijelentette, hogy "tory őrült a történelmi folytonosság miatt", és úgy vélte, hogy a regényíró feladata az, hogy saját korának történészeként szolgáljon. A Konzervatív Párttal szemben azonban elutasító volt, és "a hülye pártnak" nevezte.
Ford az első világháború kezdete után részt vett a brit háborús propagandában. Dolgozott a War Propaganda Bureau-nak, amelyet Charles Masterman irányított, valamint Arnold Bennett, G. K. Chesterton, John Galsworthy, Hilaire Belloc és Gilbert Murray. Ford két propagandakönyvet írt a Mastermannek; When Blood is Their Argument: An Analysis of Prussian Culture (1915), Richard Aldington segítségével, valamint a Between St Dennis (A porosz kultúra elemzése) és St George: A Sketch of Three Civilizations (Három civilizáció vázlata) (1915).
A két propagandakönyv megírása után Ford 1915. július 30-án 41 évesen bevonult a brit hadsereg Welch-ezredébe. Franciaországba vezényelték, és harci tapasztalatai és korábbi propagandatevékenységei ihlették a Parade's End (1924–1928) című tetralógiáját, amely Angliában és a nyugati fronton játszódik az első világháború előtt, alatt és után.

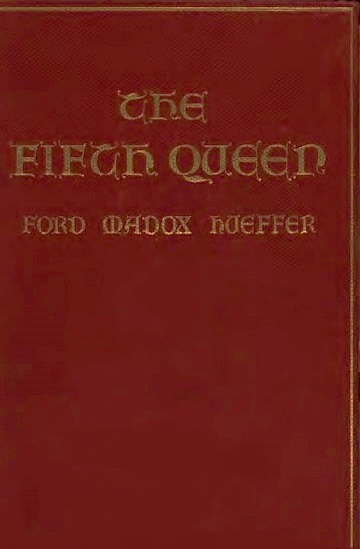
Cover of The Fifth Queen (Az ötödik királynő: és hogyan került az udvarra) (1906)

Ford több tucat regényt, valamint esszéket, költészetet, emlékiratokat és irodalomkritikát írt. Joseph Conraddal három regényen dolgozott együtt: The Inheritors (1901), Romance (1903) és The Nature of a Crime (1924, bár jóval korábban íródott). A közvetlen együttműködést követő három-öt év során Ford legismertebb eredménye az Ötödik királynő-trilógia (The Fifth Queen, 1906–1908), Catherine Howard életén alapuló történelmi regény volt, amelyet Conrad akkoriban "a történelmi romantika hattyúdalának" nevezett. Ford Antwerp (1915) című versét T.S. Eliot úgy jellemezte, mint "az egyetlen jó vers, amellyel a háború témájában találkoztam".
Regénye, a Ladies Whose Bright Eyes (1911, alaposan átdolgozva 1935-ben) egy időutazó regény, akárcsak Twain klasszikusa: A Connecticut Yankee in King Arthur's Court, csak az ilyen idealizált helyzetek nehézségeit dramatizálja.
Amikor a spanyol polgárháború kitört, Ford a baloldali republikánus frakció oldalára állt, és kijelentette: „Habozás nélkül a fennálló spanyol kormány mellett vagyok, és ellenzem Franco próbálkozását – minden érzelem és ok miatt… Franco úr mórok, németek és olaszok karjain nyugvó kormányt kíván létrehozni. Sikerének ellentétesnek kell lennie a világ lelkiismeretével." Mussoliniről és Hitlerről is negatív volt a véleménye, és felajánlotta, hogy aláír egy kiáltványt a nácizmus ellen.

## Az irodalom népszerűsítése
1908-ban Ford megalapította a The English Review-t. Megjelentette Thomas Hardy, H. G. Wells, Joseph Conrad, Henry James, May Sinclair, John Galsworthy és William Butler Yeats műveit; és itt debütált Ezra Pound, Wyndham Lewis, D. H. Lawrence és Norman Douglas művei. Ezra Pound és más tinédzserkori londoni modernista költők különösen nagyra értékelték Ford költészetét, mint a modern témák kortárs szóhasználatban való kezelését. 1924-ben megalapította a The Transatlantic Review című folyóiratot, amely nagy hatással volt a modern irodalomra. A párizsi latin negyed (Quartier Latin) művészközösségénél maradva Ford összebarátkozott James Joyce-szal, Ernest Hemingway-el, Gertrude Steinnal, Ezra Pound-dal[18] és Jean Rhys-szal, akiket mind publikálni fog majd. Ford volt a modellja Braddocks karakterének Hemingway The Sun Also Rises (A nap is felkel) című regényében. Basil Bunting Ford asszisztenseként dolgozott a magazinnál.
Ford kritikusként megjegyzte: "Nyissa ki a könyvet a kilencvenkilencedik oldalnál és olvassa el, így az egész minősége feltárul." George Seldes Witness to a Century (A Század tanúja) című könyvében leírja Fordot ("valószínűleg 1932-ben"), felidézve Joseph Conraddal folytatott írásbeli együttműködését és azt, hogy a kiadók nem ismerték el társszerzői státuszát. Seldes elmeséli Ford csalódottságát Hemingway-vel kapcsolatban: "'És most, hogy ismertebb lett nálam, megtagad.' Ford szemébe most könnyek szöktek." Ford azt mondja: "Segítettem Joseph Conradnak, segítettem Hemingwaynek. Egy tucatnyi írónak segítettem, és közülük sokan legyőztek. Most már öregember vagyok, és úgy fogok meghalni, hogy nem leszek olyan híres, mint Hemingway." Seldes megjegyzi: "Ezen a csúcsponton Ford zokogni, majd sírni kezdett."
Hemingway A Moveable Feast (Vándorünnep) című párizsi emlékiratának egy fejezetét a Forddal való találkozásnak szentelte egy párizsi kávézóban az 1920-as évek elején. Így írja le Fordot: "olyan egyenesen, mint egy járóképes, jól öltözött, felemelt disznófej."
Egy későbbi egyesült államokbeli tartózkodása során Ford kapcsolatban állt Allen Tate-tel, Caroline Gordonnal, Katherine Anne Porterrel és Robert Lowell-lel (aki akkor még diák volt). Ford mindig az új irodalom és az irodalmi kísérletezés bajnoka volt. 1929-ben megjelentette The English Novel: From the Earliest Days to the Death of Joseph Conrad (Az angol regény: Joseph Conrad legkorábbi napjaitól haláláig) című könyvét, amely az angol regények történetének élénk és hozzáférhető áttekintése. Viszonya volt Jean Rhys-szal, ami kínosan végződött, és amelyet Rhys a Quartet című regényében elmesélt.

## Fogadtatása
Fordra leginkább a The Good Soldier (1915), a Parade's End tetralógia (1924–1928) és a The Fifth Queen-trilógia (1906–1908) regényeit említve emlékeznek meg. A The Good Soldier című regénye – amelyből TV-film is készült – gyakran szerepel a 20. század nagy irodalmi teljesítményeit idéző listákon, köztük a Modern Library 100 legjobb regénye, a The Observer "Minden idők 100 legnagyobb regénye" és a The Guardian "1000 regény, amit mindenkinek el kell olvasnia" listáin. A Parades End tetralógiából 2012-ben készült egy elismert BBC/HBO 5 részes tévésorozat, Benedict Cumberbatch főszereplésével és Tom Stoppard forgatókönyvével.
Anthony Burgess a 20. század "legnagyobb brit regényírójaként" jellemezte Fordot. Graham Greene is nagy csodálója volt, nemrég pedig Julian Barnes, aki esszéket írt Fordról és munkásságáról. Max Saunders professzor Ford hiteles életrajzának szerzője, amely két kötetben jelent meg az Oxford University Pressnél 1996-ban, valamint a Carcanet Press által újra kiadott Ford életműveinek szerkesztője.

## Válogatott művei
- The Shifting of the Fire, as H Ford Hueffer, Unwin, 1892.
- The Questions at the Well as Fenil Haig,1893
- The Brown Owl, as H Ford Hueffer, Unwin, 1892.
- The Queen Who Flew: A Fairy Tale, Bliss Sands & Foster, 1894.
- Ford Madox Brown : a record of his life and work, as H Ford Hueffer, Longmans, Green, 1896.
- The Cinque Ports, Blackwood, 1900.
- The Inheritors: An Extravagant Story, Joseph Conrad and Ford M. Hueffer, Heinemann, 1901.
- Rossetti, Duckworth, [1902].
- Romance, Joseph Conrad and Ford M. Hueffer, Smith Elder, 1903.
- The Benefactor, Langham, 1905.
- The Soul of London. A Survey of the Modern City, Alston Rivers, 1905.
- The Heart of the Country. A Survey of a Modern Land, Alston Rivers, 1906.
- The Fifth Queen (Part One of The Fifth Queen trilogy), Alston Rivers, 1906.
- Privy Seal (Part Two of The Fifth Queen trilogy), Alston Rivers, 1907.
- The Spirit of the People. An Analysis of the English Mind, Alston Rivers, 1907.
- An English Girl, Methuen, 1907.
- The Fifth Queen Crowned (Part Three of The Fifth Queen trilogy), Nash, 1908.
- Mr Apollo, Methuen, 1908.
- The Half Moon, Nash, 1909.
- A Call, Chatto, 1910.
- The Portrait, Methuen, 1910.
- The Critical Attitude, as Ford Madox Hueffer, Duckworth 1911.
- The Simple Life Limited, as Daniel Chaucer, Lane, 1911.
- Ladies Whose Bright Eyes, Constable, 1911 (1935-ben alaposan átdolgozva).
- The Panel, Constable, 1912.
- The New Humpty Dumpty, as Daniel Chaucer, Lane, 1912.
- Henry James, Secker, 1913.
- Mr Fleight, Latimer, 1913.
- The Young Lovell, Chatto, 1913.
- Antwerp (eight-page poem), The Poetry Bookshop, 1915.
- Henry James, A Critical Study (1915).
- Between St Dennis and St George, Hodder, 1915.
- The Good Soldier, Lane, 1915.
- Zeppelin Nights, with Violet Hunt(wd)[67], Lane, 1915.
- The Marsden Case, Duckworth, 1923.
- Women and Men, Paris, 1923.
- Mr Bosphorous, Duckworth, 1923.
- The Nature of a Crime, Joseph Conrad közreműködésével, Duckworth, 1924.
- Joseph Conrad, A Personal Remembrance, Little, Brown and Company, 1924.
- Some Do Not . . ., (First in Parade's End tetralogy) Duckworth, 1924.
- No More Parades, Duckworth, 1925.
- A Man Could Stand Up --, Duckworth, 1926.
- A Mirror To France Duckworth. 1926
- New York is Not America, Duckworth, 1927.
- New York Essays, Rudge, 1927.
- New Poems, Rudge, 1927.
- Last Post, (Fourth in Parade's End tetralogy) Duckworth, 1928.
- A Little Less Than Gods, Duckworth, [1928].
- No Enemy, Macaulay, 1929.
- The English Novel: From the Earliest Days to the Death of Joseph Conrad (One Hour Series), Lippincott, 1929; Constable, 1930.
- Return to Yesterday, Liveright, 1932.
- When the Wicked Man, Cape, 1932.
- The Rash Act, Cape, 1933.
- It Was the Nightingale, Lippincott, 1933.
- Henry for Hugh, Lippincott, 1934.
- Provence, Unwin, 1935.
- Ladies Whose Bright Eyes (átdolgozott változat), 1935
- Portraits from Life: Memories and Criticism of Henry James, Joseph Conrad, Thomas Hardy, H. G. Wells, Stephen Crane(wd), D. H. Lawrence, John Galsworthy, Ivan Turgenev, W.H. Hudson(wd), Theodore Dreiser, A.C. Swinburne, Houghton Mifflin Company Boston, 1937.
- Great Trade Route, OUP, 1937.
- Vive Le Roy, Unwin, 1937.
- The March of Literature, Dial, 1938.
- Selected Poems, Randall, 1971.
- Your Mirror to My Times, Holt, 1971.
- A History of Our Own Times, Indiana University Press, 1988.

### Magyarul
- A jó katona (The Good Soldier) – Európa, Budapest, 2011 · ISBN 9789630791274 · Fordította, utószó: Szíjgyártó László
- Vannak, akik nem… (Az utolsó angol úriember 1.) (Some Do Not…) – Lazi, Szeged, 2013 · ISBN 9789632672069 · Fordította: Bujdosó István
- Soha többé… (Az utolsó angol úriember 2.) (No More Parades) – Lazi, Szeged, 2014 · ISBN 9789632672236 · Fordította: Bujdosó István
- Túl mindenen… (Az utolsó angol úriember 3.) (A Man Could Stand Up) – Lazi, Szeged, 2014 · ISBN 9789632672465 · Fordította: Bujdosó István
- Végső búcsú (Az utolsó angol úriember 4.) (Last Post) – Lazi, Szeged, 2015 · ISBN 9789632672601 · Fordította: Bujdosó István
- Ford Madox Ford–Joseph Conrad: Az örökösök (The Inheritors) – Metropolis Media, Budapest, 2016 (Galaktika fantasztikus könyvek) · ISBN 9786155508264 · Fordította: J. Magyar Nelly

## Fordítás
- Ez a szócikk részben vagy egészben  a   Ford Madox Ford című angol Wikipédia-szócikk fordításán alapul.  Az eredeti cikk szerkesztőit annak laptörténete sorolja fel. Ez a jelzés csupán a megfogalmazás eredetét és a szerzői jogokat jelzi, nem szolgál a cikkben szereplő információk forrásmegjelöléseként.